# Unicodeblock Lateinisch, erweitert-D
Der Unicodeblock Lateinisch, erweitert-D (engl. Latin Extended-D, U+A720 bis U+A7FF) enthält viele verschiedene Buchstaben, die in den meisten Fällen heute nicht mehr benutzt werden.

## Tabelle
Die Zeichen U+A720, U+A721 und U+A788 haben die bidirektionale Klasse „Anderes neutrales Zeichen“, alle anderen die Klasse „Links nach rechts“.
| Unicodenummer  | Zeichen (400 %) | Kategorie                               | Offizielle Bezeichnung                                   | Beschreibung                                                              |
| -------------- | --------------- | --------------------------------------- | -------------------------------------------------------- | ------------------------------------------------------------------------- |
| U+A720 (42784) | ꜠               | modifizierendes Symbol                  | MODIFIER LETTER STRESS AND HIGH TONE                     | Bestimmungszeichen Betonung und hoher Ton                                 |
| U+A721 (42785) | ꜡               | modifizierendes Symbol                  | MODIFIER LETTER STRESS AND LOW TONE                      | Bestimmungszeichen Betonung und tiefer Ton                                |
| U+A722 (42786) | Ꜣ               | Großbuchstabe                           | LATIN CAPITAL LETTER EGYPTOLOGICAL ALEF                  | Lateinischer Großbuchstabe ägyptologisches Alef                           |
| U+A723 (42787) | ꜣ               | Kleinbuchstabe                          | LATIN SMALL LETTER EGYPTOLOGICAL ALEF                    | Lateinischer Kleinbuchstabe ägyptologisches Alef                          |
| U+A724 (42788) | Ꜥ               | Großbuchstabe                           | LATIN CAPITAL LETTER EGYPTOLOGICAL AIN                   | Lateinischer Großbuchstabe ägyptologisches Ain                            |
| U+A725 (42789) | ꜥ               | Kleinbuchstabe                          | LATIN SMALL LETTER EGYPTOLOGICAL AIN                     | Lateinischer Kleinbuchstabe ägyptologisches Ain                           |
| U+A726 (42790) | Ꜧ               | Großbuchstabe                           | LATIN CAPITAL LETTER HENG                                | Lateinischer Großbuchstabe Heng                                           |
| U+A727 (42791) | ꜧ               | Kleinbuchstabe                          | LATIN SMALL LETTER HENG                                  | Lateinischer Kleinbuchstabe Heng                                          |
| U+A728 (42792) | Ꜩ               | Großbuchstabe                           | LATIN CAPITAL LETTER TZ                                  | Lateinischer Großbuchstabe Tz                                             |
| U+A729 (42793) | ꜩ               | Kleinbuchstabe                          | LATIN SMALL LETTER TZ                                    | Lateinischer Kleinbuchstabe Tz                                            |
| U+A72A (42794) | Ꜫ               | Großbuchstabe                           | LATIN CAPITAL LETTER TRESILLO                            | Lateinischer Großbuchstabe Tresillo                                       |
| U+A72B (42795) | ꜫ               | Kleinbuchstabe                          | LATIN SMALL LETTER TRESILLO                              | Lateinischer Kleinbuchstabe Tresillo                                      |
| U+A72C (42796) | Ꜭ               | Großbuchstabe                           | LATIN CAPITAL LETTER CUATRILLO                           | Lateinischer Großbuchstabe Cuatrillo                                      |
| U+A72D (42797) | ꜭ               | Kleinbuchstabe                          | LATIN SMALL LETTER CUATRILLO                             | Lateinischer Kleinbuchstabe Cuatrillo                                     |
| U+A72E (42798) | Ꜯ               | Großbuchstabe                           | LATIN CAPITAL LETTER CUATRILLO WITH COMMA                | Lateinischer Großbuchstabe Cuatrillo mit Komma                            |
| U+A72F (42799) | ꜯ               | Kleinbuchstabe                          | LATIN SMALL LETTER CUATRILLO WITH COMMA                  | Lateinischer Kleinbuchstabe Cuatrillo mit Komma                           |
| U+A730 (42800) | ꜰ               | Kleinbuchstabe                          | LATIN LETTER SMALL CAPITAL F                             | Lateinisches Kapitälchen F                                                |
| U+A731 (42801) | ꜱ               | Kleinbuchstabe                          | LATIN LETTER SMALL CAPITAL S                             | Lateinisches Kapitälchen S                                                |
| U+A732 (42802) | Ꜳ               | Großbuchstabe                           | LATIN CAPITAL LETTER AA                                  | Lateinischer Großbuchstabe Aa                                             |
| U+A733 (42803) | ꜳ               | Kleinbuchstabe                          | LATIN SMALL LETTER AA                                    | Lateinischer Kleinbuchstabe Aa                                            |
| U+A734 (42804) | Ꜵ               | Großbuchstabe                           | LATIN CAPITAL LETTER AO                                  | Lateinischer Großbuchstabe Ao                                             |
| U+A735 (42805) | ꜵ               | Kleinbuchstabe                          | LATIN SMALL LETTER AO                                    | Lateinischer Kleinbuchstabe Ao                                            |
| U+A736 (42806) | Ꜷ               | Großbuchstabe                           | LATIN CAPITAL LETTER AU                                  | Lateinischer Großbuchstabe Au                                             |
| U+A737 (42807) | ꜷ               | Kleinbuchstabe                          | LATIN SMALL LETTER AU                                    | Lateinischer Kleinbuchstabe Au                                            |
| U+A738 (42808) | Ꜹ               | Großbuchstabe                           | LATIN CAPITAL LETTER AV                                  | Lateinischer Großbuchstabe Av                                             |
| U+A739 (42809) | ꜹ               | Kleinbuchstabe                          | LATIN SMALL LETTER AV                                    | Lateinischer Kleinbuchstabe Av                                            |
| U+A73A (42810) | Ꜻ               | Großbuchstabe                           | LATIN CAPITAL LETTER AV WITH HORIZONTAL BAR              | Lateinischer Großbuchstabe durchgestrichenes Av                           |
| U+A73B (42811) | ꜻ               | Kleinbuchstabe                          | LATIN SMALL LETTER AV WITH HORIZONTAL BAR                | Lateinischer Kleinbuchstabe durchgestrichenes Av                          |
| U+A73C (42812) | Ꜽ               | Großbuchstabe                           | LATIN CAPITAL LETTER AY                                  | Lateinischer Großbuchstabe Ay                                             |
| U+A73D (42813) | ꜽ               | Kleinbuchstabe                          | LATIN SMALL LETTER AY                                    | Lateinischer Kleinbuchstabe Ay                                            |
| U+A73E (42814) | Ꜿ               | Großbuchstabe                           | LATIN CAPITAL LETTER REVERSED C WITH DOT                 | Lateinischer Großbuchstabe gespiegeltes C mit Punkt                       |
| U+A73F (42815) | ꜿ               | Kleinbuchstabe                          | LATIN SMALL LETTER REVERSED C WITH DOT                   | Lateinischer Kleinbuchstabe gespiegeltes C mit Punkt                      |
| U+A740 (42816) | Ꝁ               | Großbuchstabe                           | LATIN CAPITAL LETTER K WITH STROKE                       | Lateinischer Großbuchstabe durchgestrichenes K                            |
| U+A741 (42817) | ꝁ               | Kleinbuchstabe                          | LATIN SMALL LETTER K WITH STROKE                         | Lateinischer Kleinbuchstabe durchgestrichenes K                           |
| U+A742 (42818) | Ꝃ               | Großbuchstabe                           | LATIN CAPITAL LETTER K WITH DIAGONAL STROKE              | Lateinischer Großbuchstabe K mit diagonalem Querstrich                    |
| U+A743 (42819) | ꝃ               | Kleinbuchstabe                          | LATIN SMALL LETTER K WITH DIAGONAL STROKE                | Lateinischer Kleinbuchstabe K mit diagonalem Querstrich                   |
| U+A744 (42820) | Ꝅ               | Großbuchstabe                           | LATIN CAPITAL LETTER K WITH STROKE AND DIAGONAL STROKE   | Lateinischer Großbuchstabe durchgestrichenes K mit diagonalem Querstrich  |
| U+A745 (42821) | ꝅ               | Kleinbuchstabe                          | LATIN SMALL LETTER K WITH STROKE AND DIAGONAL STROKE     | Lateinischer Kleinbuchstabe durchgestrichenes K mit diagonalem Querstrich |
| U+A746 (42822) | Ꝇ               | Großbuchstabe                           | LATIN CAPITAL LETTER BROKEN L                            | Lateinischer Großbuchstabe gebrochenes L                                  |
| U+A747 (42823) | ꝇ               | Kleinbuchstabe                          | LATIN SMALL LETTER BROKEN L                              | Lateinischer Kleinbuchstabe gebrochenes L                                 |
| U+A748 (42824) | Ꝉ               | Großbuchstabe                           | LATIN CAPITAL LETTER L WITH HIGH STROKE                  | Lateinischer Großbuchstabe L mit hohem Querstrich                         |
| U+A749 (42825) | ꝉ               | Kleinbuchstabe                          | LATIN SMALL LETTER L WITH HIGH STROKE                    | Lateinischer Kleinbuchstabe L mit hohem Querstrich                        |
| U+A74A (42826) | Ꝋ               | Großbuchstabe                           | LATIN CAPITAL LETTER O WITH LONG STROKE OVERLAY          | Lateinischer Großbuchstabe durchgestrichenes O                            |
| U+A74B (42827) | ꝋ               | Kleinbuchstabe                          | LATIN SMALL LETTER O WITH LONG STROKE OVERLAY            | Lateinischer Kleinbuchstabe durchgestrichenes O                           |
| U+A74C (42828) | Ꝍ               | Großbuchstabe                           | LATIN CAPITAL LETTER O WITH LOOP                         | Lateinischer Großbuchstabe O mit Schleife                                 |
| U+A74D (42829) | ꝍ               | Kleinbuchstabe                          | LATIN SMALL LETTER O WITH LOOP                           | Lateinischer Kleinbuchstabe O mit Schleife                                |
| U+A74E (42830) | Ꝏ               | Großbuchstabe                           | LATIN CAPITAL LETTER OO                                  | Lateinischer Großbuchstabe Oo                                             |
| U+A74F (42831) | ꝏ               | Kleinbuchstabe                          | LATIN SMALL LETTER OO                                    | Lateinischer Kleinbuchstabe Oo                                            |
| U+A750 (42832) | Ꝑ               | Großbuchstabe                           | LATIN CAPITAL LETTER P WITH STROKE THROUGH DESCENDER     | Lateinischer Großbuchstabe P mit durchgestrichenem Stamm                  |
| U+A751 (42833) | ꝑ               | Kleinbuchstabe                          | LATIN SMALL LETTER P WITH STROKE THROUGH DESCENDER       | Lateinischer Kleinbuchstabe P mit durchgestrichenem Stamm                 |
| U+A752 (42834) | Ꝓ               | Großbuchstabe                           | LATIN CAPITAL LETTER P WITH FLOURISH                     | Lateinischer Großbuchstabe P mit Schnörkel                                |
| U+A753 (42835) | ꝓ               | Kleinbuchstabe                          | LATIN SMALL LETTER P WITH FLOURISH                       | Lateinischer Kleinbuchstabe P mit Schnörkel                               |
| U+A754 (42836) | Ꝕ               | Großbuchstabe                           | LATIN CAPITAL LETTER P WITH SQUIRREL TAIL                | Lateinischer Großbuchstabe P mit Eichhörnchenschwanz                      |
| U+A755 (42837) | ꝕ               | Kleinbuchstabe                          | LATIN SMALL LETTER P WITH SQUIRREL TAIL                  | Lateinischer Kleinbuchstabe P mit Eichhörnchenschwanz                     |
| U+A756 (42838) | Ꝗ               | Großbuchstabe                           | LATIN CAPITAL LETTER Q WITH STROKE THROUGH DESCENDER     | Lateinischer Großbuchstabe Q mit durchgestrichenem Balken                 |
| U+A757 (42839) | ꝗ               | Kleinbuchstabe                          | LATIN SMALL LETTER Q WITH STROKE THROUGH DESCENDER       | Lateinischer Kleinbuchstabe Q mit durchgestrichenem Balken                |
| U+A758 (42840) | Ꝙ               | Großbuchstabe                           | LATIN CAPITAL LETTER Q WITH DIAGONAL STROKE              | Lateinischer Großbuchstabe Q mit diagonalem Querstrich                    |
| U+A759 (42841) | ꝙ               | Kleinbuchstabe                          | LATIN SMALL LETTER Q WITH DIAGONAL STROKE                | Lateinischer Kleinbuchstabe Q mit diagonalem Querstrich                   |
| U+A75A (42842) | Ꝛ               | Großbuchstabe                           | LATIN CAPITAL LETTER R ROTUNDA                           | Lateinischer Großbuchstabe rundes r                                       |
| U+A75B (42843) | ꝛ               | Kleinbuchstabe                          | LATIN SMALL LETTER R ROTUNDA                             | Lateinischer Kleinbuchstabe rundes r                                      |
| U+A75C (42844) | Ꝝ               | Großbuchstabe                           | LATIN CAPITAL LETTER RUM ROTUNDA                         | Lateinischer Großbuchstabe Rum rotunda                                    |
| U+A75D (42845) | ꝝ               | Kleinbuchstabe                          | LATIN SMALL LETTER RUM ROTUNDA                           | Lateinischer Kleinbuchstabe Rum rotunda                                   |
| U+A75E (42846) | Ꝟ               | Großbuchstabe                           | LATIN CAPITAL LETTER V WITH DIAGONAL STROKE              | Lateinischer Großbuchstabe V mit diagonalem Querstrich                    |
| U+A75F (42847) | ꝟ               | Kleinbuchstabe                          | LATIN SMALL LETTER V WITH DIAGONAL STROKE                | Lateinischer Kleinbuchstabe V mit diagonalem Querstrich                   |
| U+A760 (42848) | Ꝡ               | Großbuchstabe                           | LATIN CAPITAL LETTER VY                                  | Lateinischer Großbuchstabe Vy                                             |
| U+A761 (42849) | ꝡ               | Kleinbuchstabe                          | LATIN SMALL LETTER VY                                    | Lateinischer Kleinbuchstabe Vy                                            |
| U+A762 (42850) | Ꝣ               | Großbuchstabe                           | LATIN CAPITAL LETTER VISIGOTHIC Z                        | Lateinischer Großbuchstabe westgotisches Z                                |
| U+A763 (42851) | ꝣ               | Kleinbuchstabe                          | LATIN SMALL LETTER VISIGOTHIC Z                          | Lateinischer Kleinbuchstabe westgotisches Z                               |
| U+A764 (42852) | Ꝥ               | Großbuchstabe                           | LATIN CAPITAL LETTER THORN WITH STROKE                   | Lateinischer Großbuchstabe durchgestrichenes Thorn                        |
| U+A765 (42853) | ꝥ               | Kleinbuchstabe                          | LATIN SMALL LETTER THORN WITH STROKE                     | Lateinischer Kleinbuchstabe durchgestrichenes Thorn                       |
| U+A766 (42854) | Ꝧ               | Großbuchstabe                           | LATIN CAPITAL LETTER THORN WITH STROKE THROUGH DESCENDER | Lateinischer Großbuchstabe Thorn mit durchgestrichenem Stamm              |
| U+A767 (42855) | ꝧ               | Kleinbuchstabe                          | LATIN SMALL LETTER THORN WITH STROKE THROUGH DESCENDER   | Lateinischer Kleinbuchstabe Thorn mit durchgestrichenem Stamm             |
| U+A768 (42856) | Ꝩ               | Großbuchstabe                           | LATIN CAPITAL LETTER VEND                                | Lateinischer Großbuchstabe Vend                                           |
| U+A769 (42857) | ꝩ               | Kleinbuchstabe                          | LATIN SMALL LETTER VEND                                  | Lateinischer Kleinbuchstabe Vend                                          |
| U+A76A (42858) | Ꝫ               | Großbuchstabe                           | LATIN CAPITAL LETTER ET                                  | Lateinischer Großbuchstabe Et                                             |
| U+A76B (42859) | ꝫ               | Kleinbuchstabe                          | LATIN SMALL LETTER ET                                    | Lateinischer Kleinbuchstabe Et                                            |
| U+A76C (42860) | Ꝭ               | Großbuchstabe                           | LATIN CAPITAL LETTER IS                                  | Lateinischer Großbuchstabe Is                                             |
| U+A76D (42861) | ꝭ               | Kleinbuchstabe                          | LATIN SMALL LETTER IS                                    | Lateinischer Kleinbuchstabe Is                                            |
| U+A76E (42862) | Ꝯ               | Großbuchstabe                           | LATIN CAPITAL LETTER CON                                 | Lateinischer Großbuchstabe Con                                            |
| U+A76F (42863) | ꝯ               | Kleinbuchstabe                          | LATIN SMALL LETTER CON                                   | Lateinischer Kleinbuchstabe Con                                           |
| U+A770 (42864) | ꝰ               | modifizierender Buchstabe               | MODIFIER LETTER US                                       | Modifizierender Buchstabe Us                                              |
| U+A771 (42865) | ꝱ               | Kleinbuchstabe                          | LATIN SMALL LETTER DUM                                   | Lateinischer Kleinbuchstabe Dum                                           |
| U+A772 (42866) | ꝲ               | Kleinbuchstabe                          | LATIN SMALL LETTER LUM                                   | Lateinischer Kleinbuchstabe Lum                                           |
| U+A773 (42867) | ꝳ               | Kleinbuchstabe                          | LATIN SMALL LETTER MUM                                   | Lateinischer Kleinbuchstabe Mum                                           |
| U+A774 (42868) | ꝴ               | Kleinbuchstabe                          | LATIN SMALL LETTER NUM                                   | Lateinischer Kleinbuchstabe Num                                           |
| U+A775 (42869) | ꝵ               | Kleinbuchstabe                          | LATIN SMALL LETTER RUM                                   | Lateinischer Kleinbuchstabe Rum                                           |
| U+A776 (42870) | ꝶ               | Kleinbuchstabe                          | LATIN LETTER SMALL CAPITAL RUM                           | Lateinisches Kapitälchen Rum                                              |
| U+A777 (42871) | ꝷ               | Kleinbuchstabe                          | LATIN SMALL LETTER TUM                                   | Lateinischer Kleinbuchstabe Tum                                           |
| U+A778 (42872) | ꝸ               | Kleinbuchstabe                          | LATIN SMALL LETTER UM                                    | Lateinischer Kleinbuchstabe Um                                            |
| U+A779 (42873) | Ꝺ               | Großbuchstabe                           | LATIN CAPITAL LETTER INSULAR D                           | Lateinischer Großbuchstabe insulares D                                    |
| U+A77A (42874) | ꝺ               | Kleinbuchstabe                          | LATIN SMALL LETTER INSULAR D                             | Lateinischer Kleinbuchstabe insulares D                                   |
| U+A77B (42875) | Ꝼ               | Großbuchstabe                           | LATIN CAPITAL LETTER INSULAR F                           | Lateinischer Großbuchstabe insulares F                                    |
| U+A77C (42876) | ꝼ               | Kleinbuchstabe                          | LATIN SMALL LETTER INSULAR F                             | Lateinischer Kleinbuchstabe insulares F                                   |
| U+A77D (42877) | Ᵹ               | Großbuchstabe                           | LATIN CAPITAL LETTER INSULAR G                           | Lateinischer Großbuchstabe insulares G                                    |
| U+A77E (42878) | Ꝿ               | Großbuchstabe                           | LATIN CAPITAL LETTER TURNED INSULAR G                    | Lateinischer Großbuchstabe gedrehtes insulares G                          |
| U+A77F (42879) | ꝿ               | Kleinbuchstabe                          | LATIN SMALL LETTER TURNED INSULAR G                      | Lateinischer Kleinbuchstabe gedrehtes insulares G                         |
| U+A780 (42880) | Ꞁ               | Großbuchstabe                           | LATIN CAPITAL LETTER TURNED L                            | Lateinischer Großbuchstabe gedrehtes L                                    |
| U+A781 (42881) | ꞁ               | Kleinbuchstabe                          | LATIN SMALL LETTER TURNED L                              | Lateinischer Kleinbuchstabe gedrehtes L                                   |
| U+A782 (42882) | Ꞃ               | Großbuchstabe                           | LATIN CAPITAL LETTER INSULAR R                           | Lateinischer Großbuchstabe insulares R                                    |
| U+A783 (42883) | ꞃ               | Kleinbuchstabe                          | LATIN SMALL LETTER INSULAR R                             | Lateinischer Kleinbuchstabe insulares R                                   |
| U+A784 (42884) | Ꞅ               | Großbuchstabe                           | LATIN CAPITAL LETTER INSULAR S                           | Lateinischer Großbuchstabe insulares S                                    |
| U+A785 (42885) | ꞅ               | Kleinbuchstabe                          | LATIN SMALL LETTER INSULAR S                             | Lateinischer Kleinbuchstabe insulares S                                   |
| U+A786 (42886) | Ꞇ               | Großbuchstabe                           | LATIN CAPITAL LETTER INSULAR T                           | Lateinischer Großbuchstabe insulares T                                    |
| U+A787 (42887) | ꞇ               | Kleinbuchstabe                          | LATIN SMALL LETTER INSULAR T                             | Lateinischer Kleinbuchstabe insulares T                                   |
| U+A788 (42888) | ꞈ               | modifizierender Buchstabe               | MODIFIER LETTER LOW CIRCUMFLEX ACCENT                    | Modifizierender Buchstabe tiefer Zirkumflex                               |
| U+A789 (42889) | ꞉               | modifizierendes Symbol                  | MODIFIER LETTER COLON                                    | Modifizierender Buchstabe Doppelpunkt                                     |
| U+A78A (42890) | ꞊               | modifizierendes Symbol                  | MODIFIER LETTER SHORT EQUALS SIGN                        | Modifizierender Buchstabe kurzes Gleichheitszeichen                       |
| U+A78B (42891) | Ꞌ               | Großbuchstabe                           | LATIN CAPITAL LETTER SALTILLO                            | Lateinischer Großbuchstabe Saltillo                                       |
| U+A78C (42892) | ꞌ               | Kleinbuchstabe                          | LATIN SMALL LETTER SALTILLO                              | Lateinischer Kleinbuchstabe Saltillo                                      |
| U+A78D (42893) | Ɥ               | Großbuchstabe                           | LATIN CAPITAL LETTER TURNED H                            | Lateinischer Großbuchstabe gedrehtes H                                    |
| U+A78E (42894) | ꞎ               | Kleinbuchstabe                          | LATIN SMALL LETTER L WITH RETROFLEX HOOK AND BELT        | Lateinischer Kleinbuchstabe L mit Retroflexhaken und Gürtel               |
| U+A78F (42894) | ꞏ               | anderer Buchstabe, Silbe oder Ideogramm | LATIN LETTER SINOLOGICAL DOT                             | Lateinischer Buchstabe sinologischer Punkt                                |
| U+A790 (42896) | Ꞑ               | Großbuchstabe                           | LATIN CAPITAL LETTER N WITH DESCENDER                    | Lateinischer Großbuchstabe N mit Abstrich                                 |
| U+A791 (42897) | ꞑ               | Kleinbuchstabe                          | LATIN SMALL LETTER N WITH DESCENDER                      | Lateinischer Kleinbuchstabe N mit Abstrich                                |
| U+A792 (42898) | Ꞓ               | Großbuchstabe                           | LATIN CAPITAL LETTER C WITH BAR                          | Lateinischer Großbuchstabe C mit Querstrich                               |
| U+A793 (42899) | ꞓ               | Kleinbuchstabe                          | LATIN SMALL LETTER C WITH BAR                            | Lateinischer Kleinbuchstabe C mit Querstrich                              |
| U+A794 (42900) | ꞔ               | Kleinbuchstabe                          | LATIN SMALL LETTER C WITH PALATAL HOOK                   | Lateinischer Kleinbuchstabe C mit Palatalhaken                            |
| U+A795 (42901) | ꞕ               | Kleinbuchstabe                          | LATIN SMALL LETTER H WITH PALATAL HOOK                   | Lateinischer Kleinbuchstabe H mit Palatalhaken                            |
| U+A796 (42902) | Ꞗ               | Großbuchstabe                           | LATIN CAPITAL LETTER B WITH FLOURISH                     | Lateinischer Großbuchstabe B mit Schleife                                 |
| U+A797 (42903) | ꞗ               | Kleinbuchstabe                          | LATIN SMALL LETTER B WITH FLOURISH                       | Lateinischer Kleinbuchstabe B mit Schleife                                |
| U+A798 (42904) | Ꞙ               | Großbuchstabe                           | LATIN CAPITAL LETTER F WITH STROKE                       | Lateinischer Großbuchstabe F mit Strich                                   |
| U+A799 (42905) | ꞙ               | Kleinbuchstabe                          | LATIN SMALL LETTER F WITH STROKE                         | Lateinischer Kleinbuchstabe F mit Strich                                  |
| U+A79A (42906) | Ꞛ               | Großbuchstabe                           | LATIN CAPITAL LETTER VOLAPUK AE                          | Lateinischer Großbuchstabe Volapük-Ä                                      |
| U+A79B (42907) | ꞛ               | Kleinbuchstabe                          | LATIN SMALL LETTER VOLAPUK AE                            | Lateinischer Kleinbuchstabe Volapük-Ä                                     |
| U+A79C (42908) | Ꞝ               | Großbuchstabe                           | LATIN CAPITAL LETTER VOLAPUK OE                          | Lateinischer Großbuchstabe Volapük-Ö                                      |
| U+A79D (42909) | ꞝ               | Kleinbuchstabe                          | LATIN SMALL LETTER VOLAPUK OE                            | Lateinischer Kleinbuchstabe Volapük-Ö                                     |
| U+A79E (42910) | Ꞟ               | Großbuchstabe                           | LATIN CAPITAL LETTER VOLAPUK UE                          | Lateinischer Großbuchstabe Volapük-Ü                                      |
| U+A79F (42911) | ꞟ               | Kleinbuchstabe                          | LATIN SMALL LETTER VOLAPUK UE                            | Lateinischer Kleinbuchstabe Volapük-Ü                                     |
| U+A7A0 (42912) | Ꞡ               | Großbuchstabe                           | LATIN CAPITAL LETTER G WITH OBLIQUE STROKE               | Lateinischer Großbuchstabe G mit schrägem Querbalken                      |
| U+A7A1 (42913) | ꞡ               | Kleinbuchstabe                          | LATIN SMALL LETTER G WITH OBLIQUE STROKE                 | Lateinischer Kleinbuchstabe G mit schrägem Querbalken                     |
| U+A7A2 (42914) | Ꞣ               | Großbuchstabe                           | LATIN CAPITAL LETTER K WITH OBLIQUE STROKE               | Lateinischer Großbuchstabe K mit schrägem Querbalken                      |
| U+A7A3 (42915) | ꞣ               | Kleinbuchstabe                          | LATIN SMALL LETTER K WITH OBLIQUE STROKE                 | Lateinischer Kleinbuchstabe K mit schrägem Querbalken                     |
| U+A7A4 (42916) | Ꞥ               | Großbuchstabe                           | LATIN CAPITAL LETTER N WITH OBLIQUE STROKE               | Lateinischer Großbuchstabe N mit schrägem Querbalken                      |
| U+A7A5 (42917) | ꞥ               | Kleinbuchstabe                          | LATIN SMALL LETTER N WITH OBLIQUE STROKE                 | Lateinischer Kleinbuchstabe N mit schrägem Querbalken                     |
| U+A7A6 (42918) | Ꞧ               | Großbuchstabe                           | LATIN CAPITAL LETTER R WITH OBLIQUE STROKE               | Lateinischer Großbuchstabe R mit schrägem Querbalken                      |
| U+A7A7 (42919) | ꞧ               | Kleinbuchstabe                          | LATIN SMALL LETTER R WITH OBLIQUE STROKE                 | Lateinischer Kleinbuchstabe R mit schrägem Querbalken                     |
| U+A7A8 (42920) | Ꞩ               | Großbuchstabe                           | LATIN CAPITAL LETTER S WITH OBLIQUE STROKE               | Lateinischer Großbuchstabe S mit schrägem Querbalken                      |
| U+A7A9 (42921) | ꞩ               | Kleinbuchstabe                          | LATIN SMALL LETTER S WITH OBLIQUE STROKE                 | Lateinischer Kleinbuchstabe S mit schrägem Querbalken                     |
| U+A7AA (42922) | Ɦ               | Großbuchstabe                           | LATIN CAPITAL LETTER H WITH HOOK                         | Lateinischer Großbuchstabe H mit Haken                                    |
| U+A7AB (42923) | Ɜ               | Großbuchstabe                           | LATIN CAPITAL LETTER REVERSED OPEN E                     | Lateinischer Großbuchstabe gespiegeltes offenes E                         |
| U+A7AC (42924) | Ɡ               | Großbuchstabe                           | LATIN CAPITAL LETTER SCRIPT G                            | Lateinischer Großbuchstabe Schreibschrift-G                               |
| U+A7AD (42925) | Ɬ               | Großbuchstabe                           | LATIN CAPITAL LETTER L WITH BELT                         | Lateinischer Großbuchstabe L mit Gürtel                                   |
| U+A7AE (42926) | Ɪ               | Großbuchstabe                           | LATIN CAPITAL LETTER SMALL CAPITAL I                     | Lateinischer Großbuchstabe Kapitälchen-I                                  |
| U+A7AF (42927) | ꞯ               | Kleinbuchstabe                          | LATIN LETTER SMALL CAPITAL Q                             | Lateinisches Kapitälchen Q                                                |
| U+A7B0 (42928) | Ʞ               | Großbuchstabe                           | LATIN CAPITAL LETTER TURNED K                            | Lateinischer Großbuchstabe gedrehtes K                                    |
| U+A7B1 (42929) | Ʇ               | Großbuchstabe                           | LATIN CAPITAL LETTER TURNED T                            | Lateinischer Großbuchstabe gedrehtes T                                    |
| U+A7B2 (42930) | Ʝ               | Großbuchstabe                           | LATIN CAPITAL LETTER J WITH CROSSED-TAIL                 | Lateinischer Großbuchstabe J mit sich kreuzendem Schwanz                  |
| U+A7B3 (42931) | Ꭓ               | Großbuchstabe                           | LATIN CAPITAL LETTER CHI                                 | Lateinischer Großbuchstabe Chi                                            |
| U+A7B4 (42932) | Ꞵ               | Großbuchstabe                           | LATIN CAPITAL LETTER BETA                                | Lateinischer Großbuchstabe Beta                                           |
| U+A7B5 (42933) | ꞵ               | Kleinbuchstabe                          | LATIN SMALL LETTER BETA                                  | Lateinischer Kleinbuchstabe Beta                                          |
| U+A7B6 (42934) | Ꞷ               | Großbuchstabe                           | LATIN CAPITAL LETTER OMEGA                               | Lateinischer Großbuchstabe Omega                                          |
| U+A7B7 (42935) | ꞷ               | Kleinbuchstabe                          | LATIN SMALL LETTER OMEGA                                 | Lateinischer Kleinbuchstabe Omega                                         |
| U+A7B8 (42936) | Ꞹ               | Großbuchstabe                           | LATIN CAPITAL LETTER U WITH STROKE                       | Lateinischer Großbuchstabe U mit Strich                                   |
| U+A7B9 (42937) | ꞹ               | Kleinbuchstabe                          | LATIN SMALL LETTER U WITH STROKE                         | Lateinischer Kleinbuchstabe U mit Strich                                  |
| U+A7BA (42938) | Ꞻ               | Großbuchstabe                           | LATIN CAPITAL LETTER GLOTTAL A                           | Lateinischer Großbuchstabe glottales A                                    |
| U+A7BB (42939) | ꞻ               | Kleinbuchstabe                          | LATIN SMALL LETTER GLOTTAL A                             | Lateinischer Kleinbuchstabe glottales A                                   |
| U+A7BC (42940) | Ꞽ               | Großbuchstabe                           | LATIN CAPITAL LETTER GLOTTAL I                           | Lateinischer Großbuchstabe glottales I                                    |
| U+A7BD (42941) | ꞽ               | Kleinbuchstabe                          | LATIN SMALL LETTER GLOTTAL I                             | Lateinischer Kleinbuchstabe glottales I                                   |
| U+A7BE (42942) | Ꞿ               | Großbuchstabe                           | LATIN CAPITAL LETTER GLOTTAL U                           | Lateinischer Großbuchstabe glottales U                                    |
| U+A7BF (42943) | ꞿ               | Kleinbuchstabe                          | LATIN SMALL LETTER GLOTTAL U                             | Lateinischer Kleinbuchstabe glottales U                                   |
| U+A7C2 (42946) | Ꟃ               | Großbuchstabe                           | LATIN CAPITAL LETTER ANGLICANA W                         | Lateinischer Großbuchstabe Anglicana-W                                    |
| U+A7C3 (42947) | ꟃ               | Kleinbuchstabe                          | LATIN SMALL LETTER ANGLICANA W                           | Lateinischer Kleinbuchstabe Anglicana-W                                   |
| U+A7C4 (42948) | Ꞔ               | Großbuchstabe                           | LATIN CAPITAL LETTER C WITH PALATAL HOOK                 | Lateinischer Großbuchstabe C mit Palatalhaken                             |
| U+A7C5 (42949) | Ʂ               | Großbuchstabe                           | LATIN CAPITAL LETTER S WITH HOOK                         | Lateinischer Großbuchstabe S mit Haken                                    |
| U+A7C6 (42950) | Ᶎ               | Großbuchstabe                           | LATIN CAPITAL LETTER Z WITH PALATAL HOOK                 | Lateinischer Großbuchstabe Z mit Palatalhaken                             |
| U+A7C7 (42951) | Ꟈ               | Großbuchstabe                           | LATIN CAPITAL LETTER D WITH SHORT STROKE OVERLAY         | Lateinischer Großbuchstabe D mit kurzer Durchstreichung                   |
| U+A7C8 (42952) | ꟈ               | Kleinbuchstabe                          | LATIN SMALL LETTER D WITH SHORT STROKE OVERLAY           | Lateinischer Kleinbuchstabe D mit kurzer Durchstreichung                  |
| U+A7C9 (42953) | Ꟊ               | Großbuchstabe                           | LATIN CAPITAL LETTER S WITH SHORT STROKE OVERLAY         | Lateinischer Großbuchstabe S mit kurzer Durchstreichung                   |
| U+A7CA (42954) | ꟊ               | Kleinbuchstabe                          | LATIN SMALL LETTER S WITH SHORT STROKE OVERLAY           | Lateinischer Kleinbuchstabe S mit kurzer Durchstreichung                  |
| U+A7F5 (42997) | Ꟶ               | Großbuchstabe                           | LATIN CAPITAL LETTER REVERSED HALF H                     | Lateinischer Großbuchstabe gespiegeltes halbes H                          |
| U+A7F6 (42998) | ꟶ               | Kleinbuchstabe                          | LATIN SMALL LETTER REVERSED HALF H                       | Lateinischer Kleinbuchstabe gespiegeltes halbes H                         |
| U+A7F7 (42999) | ꟷ               | anderer Buchstabe, Silbe oder Ideogramm | LATIN EPIGRAPHIC LETTER SIDEWAYS I                       | Lateinischer Epigraphbuchstabe seitliches I                               |
| U+A7F8 (43000) | ꟸ               | modifizierender Buchstabe               | MODIFIER LETTER CAPITAL H WITH STROKE                    | Modifizierender Großbuchstabe H mit Querstrich                            |
| U+A7F9 (43001) | ꟹ               | modifizierender Buchstabe               | MODIFIER LETTER SMALL LIGATURE OE                        | Modifizierende kleine Ligatur Oe                                          |
| U+A7FA (43002) | ꟺ               | Kleinbuchstabe                          | LATIN LETTER SMALL CAPITAL TURNED M                      | Lateinisches Kapitälchen gedrehtes M                                      |
| U+A7FB (43003) | ꟻ               | anderer Buchstabe, Silbe oder Ideogramm | LATIN EPIGRAPHIC LETTER REVERSED F                       | Lateinischer epigraphischer Buchstabe gespiegeltes F                      |
| U+A7FC (43004) | ꟼ               | anderer Buchstabe, Silbe oder Ideogramm | LATIN EPIGRAPHIC LETTER REVERSED P                       | Lateinischer epigraphischer Buchstabe gespiegeltes P                      |
| U+A7FD (43005) | ꟽ               | anderer Buchstabe, Silbe oder Ideogramm | LATIN EPIGRAPHIC LETTER INVERTED M                       | Lateinischer epigraphischer Buchstabe gedrehtes M                         |
| U+A7FE (43006) | ꟾ               | anderer Buchstabe, Silbe oder Ideogramm | LATIN EPIGRAPHIC LETTER I LONGA                          | Lateinischer epigraphischer Buchstabe langes I                            |
| U+A7FF (43007) | ꟿ               | anderer Buchstabe, Silbe oder Ideogramm | LATIN EPIGRAPHIC LETTER ARCHAIC M                        | Lateinischer epigraphischer Buchstabe altes M                             |